# Kněževes nad Oslavou
Kněževes (deutsch Knieschewes, auch Kniesowes) ist eine Gemeinde in Tschechien. Sie liegt zwölf Kilometer nördlich von Velké Meziříčí und gehört zum Okres Žďár nad Sázavou.

## Geographie
Kněževes befindet sich linksseitig über dem Tal der Oslava in der zur Böhmisch-Mährischen Höhe gehörigen Křižanovská vrchovina (Krischanauer Bergland). Das Dorf wird von mehreren Teichen umgeben. Gegen Osten liegt das Waldgebiet Rousměrovská borovina.
Nachbarorte sind Ostrov nad Oslavou im Norden, Suky und Laštovičky im Nordosten, Rousměrov im Osten, Bory im Südosten, Krásněves im Süden, Vrbův Mlýn und Zahradiště im Südwesten, Pavlov im Westen sowie Radostín nad Oslavou im Nordwesten.

## Geschichte
Die erste urkundliche Erwähnung des zuvor zur Herrschaft Mostiště gehörigen Dorfes erfolgte im Jahre 1370, als Bohuň von Mostiště zu Gunsten des Markgrafen Johann Heinrich auf Knyezewess und weitere Dörfer verzichtete. Im Laufe der Zeit wurde der dann als Knyese Wes und Knížecí bezeichnet.
Nach der Aufhebung der Patrimonialherrschaften bildete Knězoves ab 1850 einen Ortsteil der Gemeinde Radostín im Bezirk Velké Meziříčí. In den 1890er Jahren entstand die politische Gemeinde Kněžoves, seit 1921 trägt sie den Namen Kněževes.
Mit Beginn des Jahres 1961 wurde der Okres Velké Meziříčí aufgelöst und die Gemeinde dem Okres Žďár nad Sázavou zugeordnet. 1972 erfolgte die Eingemeindung nach Radostín nad Oslavou, seit 1990 besteht die Gemeinde wieder.

## Ortsgliederung
Für die Gemeinde Kněževes sind keine Ortsteile ausgewiesen.

## Sehenswürdigkeiten
- Kapelle des hl. Florian am Dorfplatz, errichtet im 18. Jahrhundert
- zwei Betsäulen, geschaffen 1780
- großes steinernes Kreuz aus dem Jahre 1920